# Liuba Wolf
Liuba Wolf (1923-2005) foi uma escultora búlgara radicada no Brasil desde os anos 1950, inserida na tradição da escultura moderna, sendo considerada uma das pioneiras entre as artistas mulheres que se dedicaram à arte de esculpir.

## Biografia
Liuba Wolf nasceu na cidade de Sofia, na Bulgária, no dia 24 de outubro de 1923, vindo a falecer no dia 19 de novembro de 2005, já radicada no Brasil.